# Leptoconops pavlovskyi
Leptoconops pavlovskyi är en tvåvingeart som beskrevs av Dzhafarov 1961. Leptoconops pavlovskyi ingår i släktet Leptoconops och familjen svidknott. Inga underarter finns listade i Catalogue of Life.